# José María Cabal
José María Cabal Barona (25 de mayo de 1769-19 de agosto de 1816) fue un militar y político neogranadino que participó en la guerra de Independencia de Colombia. Nació en Cantón de Buga, Nueva Granada y murió fusilado en Popayán después de ser capturado por tropas españolas durante la Reconquista de la Nueva Granada.
Nacido en 1769 en el seno de una noble familia terrateniente, Cabal recibió su educación primaria en el Colegio Seminario de Popayán. En 1792, se mudó a Santafé de Bogotá para estudiar derecho. Allí, se involucró en los círculos literarios que abarcaban los ideales de la Ilustración. En 1794, Cabal fue arrestado por poseer copias traducidas de la Declaración de los Derechos del Hombre y del Ciudadano y fue exiliado a España. Poco después fue absuelto y viajó por España y luego por Francia, donde empezó sus estudios en botánica y mineralogía, que se convirtieron en pasiones de toda la vida.
En 1809, Cabal regresó a la Nueva Granada después de 14 años en el extranjero. Se dedicó a actividades agrícolas y estudios científicos hasta que la revolución se arrasó con Nueva Granada, inaugurando la Guerra de Independencia de Colombia. En 1810, fue elegido como delegado para representar a su ciudad en la junta provisional establecida para gobernar la provincia de Popayán y fue uno de los firmantes del acta que dio nacimiento a la Ciudades Confederadas del Valle del Cauca. Esta participación impulsó a Cabal a la vanguardia de las diversas campañas militares que se libraron en el sur de Nueva Granada.
Defendió con éxito la ciudad de Popayán de un ataque realista en las batallas de la Ladera y Puente de Cauca en abril de 1812. Ese mismo año, Cabal fue nombrado presidente de la junta tras la captura del presidente, Joaquín de Caycedo, por las fuerzas realistas en combate. Participó en una expedición para rescatar a Caycedo, pero este esfuerzo se frustró en la Batalla de Catambuco, lo que resultó en la casi destrucción del ejército patriota. Solo Cabal y algunos otros oficiales y soldados lograron escapar. Luego asumió el mando de las fuerzas patriotas asediadas en el sur mientras defendían valientemente a Popayán contra los realistas. En 1813, viajó a Santafé para solicitar asistencia militar al gobierno central.
El gobierno central envió un ejército dirigido por el teniente general Antonio Nariño, quien inició la Campaña de Nariño en el sur para liberar al sur del control realista. Cabal fue nombrado comandante de la vanguardia de Nariño, desempeñando un papel crucial en las victorias de las batallas de Alto Palacé y Calibío. Reconociendo sus contribuciones, Nariño nombró a Cabal como segundo comandante del ejército. Cabal continuó su participación en la campaña, distinguiéndose en las batallas de Juanambu y Tacines. Sin embargo, la campaña se estancó en la Batalla de los ejidos de Pasto debido a errores tácticos y falta de comunicación, lo que llevó a la derrota del ejército patriota y a la captura del general Nariño por las fuerzas realistas. Con Nariño prisionero, Cabal asumió el mando de las fuerzas restantes y hábilmente organizó un repliegue a Popayán. Temiendo una contraofensiva realista, ordenó a las tropas patriotas que se retiraran al Valle del Cauca.
En 1815, Cabal fue ascendido a General de Brigada y confirmado como comandante del Ejército del Sur. Reorganizó y volvió a entrenar al ejército, reforzando sus filas con nuevos reclutas y refuerzos. Bajo su liderazgo, el ejército patriota infligió una impresionante derrota al ejército realista en la Batalla del río Palo en julio de 1815, después de atraer a los realistas a sus posiciones fortificadas en la orilla norte del río. Esta victoria obligó a los realistas a renunciar a todas las ganancias que habían hecho durante su contraofensiva a finales de 1814 y retirarse a Pasto. Cabal recapturó a Popayán poco después y estaba preparando una ofensiva para tomar Pasto cuando llegó la noticia de la invasión del Ejército Expedicionario Español en la parte norte del país. Esto lo obligó a posponer sus planes y desviar valiosos recursos y equipos a otras partes del país.
En 1816, las Provincias Unidas de la Nueva Granada estaba al borde del colapso, ya que los españoles habían logrado victorias significativas. El Ejército del Sur de la Cabal estaba ahora rodeado por el enemigo. Escéptico de las perspectivas de éxito contra un enemigo más grande y formidable, propuso dispersar al ejército en unidades de guerrilla para librar una prolongada guerra de guerrillas . Sin embargo, sus oficiales y tropas, anhelando una confrontación decisiva, vieron su sugerencia como demasiado cautelosa. Desanimado por la falta de apoyo y cansado de años de guerra implacable, Cabal renunció a su puesto. Regresó a su hacienda para esperar lo inevitable.
Después de la derrota de los últimos ejércitos patriotas, Cabal fue capturado por tropas españolas, transportado a Popayán y ejecutado por un pelotón de fusilamiento. Es considerado uno de los próceres de la guerra de Independencia de Colombia, reconocido por sus contemporáneos por su valor, coraje e inteligencia.

## Primeros años y destierro
José María Cabal Barona nació el 25 de mayo de 1769 en la hacienda "La Concepción de Alísal" de propiedad de su familia que quedaba cerca de la población de Guadalajara de Buga. Fue hijo de José Cayetano Cabal y María Teresa Barona, procedía de una familia acomodada descendiente de españoles. Su abuelo, José Cabal era oriundo de Oviedo, España. Cabal fue bautizado en la capilla de la hacienda de su familia por el fray Pedro Villavicencio.

### Educación
Cabal aprendió sus primera letras en la hacienda de su familia. En 1785 pasó a estudiar en el Colegio Real y Seminario de Popayán donde estudió Filosofía y Letras bajo la tutela del maestro José Félix de Restrepo. Sus compañeros de clase fueron Francisco José de Caldas, Francisco Antonio de Zea y Camilo Torres. Según documentos de sus profesores, fue considerado un excelente estudiante y muy astuto para su edad.
Cabal permaneció en Popayán hasta 1791; de allí pasó a estudiar en el Colegio Mayor de San Bartolomé en la capital del virreinato; Santafé de Bogotá. Ahí empezó su carrera para ser abogado, y formó una gran amistad con su compañero de clase Francisco Antonio de Zea. La amistad entre los dos, fue muy cercano quedando en evidencia una carta que Cabal dirigió a su padre donde dice “Solo le digo que una parte de mi lucimiento se la debo a Zea.” A través de Zea, Cabal se vincula a la sociedad literaria de Antonio Nariño, este grupo distribuía y conversaba sobre varios textos incluso algunos censurados por el gobierno español.
Tres años después en 1794 siendo miembro de este grupo, Cabal fue implicado en la traducción de francés a español de la Declaración de los Derechos del Hombre y del Ciudadano hecho por Antonio Nariño, por lo cual fue arrestado en septiembre de ese año por las autoridades reales junto con Zea y otros implicados. La Real Audiencia de Santafé decidió extraditar a los acusados a España para que una corte más alta decidiera la pena que debería pagar los acusados. Los acusados salieron de Santafé a fines de 1795 rumbo al puerto de Cartagena donde partieron de la ciudad el 24 de noviembre en la fragata española Palas rumbo a Cuba donde llegaron el 7 de diciembre. . Tras un tiempo en Cuba luego fue transportado a Cádiz. Permaneció allí como prisionero por un tiempo, hasta que terminó el proceso iniciado contra el con una sentencia favorable, lo cual le permitió viajar libremente a Madrid. En Madrid empezó sus estudios de historia natural y botánica la cual sería su pasión por mucho de su vida. Además de estudiar, Cabal también trataba de recoger fondos para su eventual regreso a la Nueva Granada, esto cambió cuando su padre murió en 1801 noticia que Cabal solo se supo un año después. Con su padre muerto, Cabal no tenía ningún motivo para su regreso inmediato y queriendo seguir los pasos de su amigo Zea, se trasladó en 1802 a París.
Durante su estancia en la capital francesa, profundizó sus estudios en Química y Mineralogía. Además en 1804 contrajo matrimonio civil con la francesa Sophie Leclair, este matrimonio produjo un hijo Augusto María.
Con el comienzo de la guerra entre España y Francia, Cabal decidió regresar a Nueva Granada tras 14 años de ausencia en 1809 donde desembarcó en el puerto de Santa Marta. Luego se dirigió a la capital, Santafé donde fue recibido por su amigo y antiguo compañero de aula Francisco José de Caldas. Su llegada a la ciudad fue anunciada en el periódico El Semanario del Nueva Reino de Granada, en sus entrevistas con Caldas, Cabal le mostró nuevas plantas que había coleccionado en sus viajes. Luego regresó al Valle del Cauca se instaló en su hacienda La Concepción de Amaime, a dedicarse a las labores agrícolas y a sus estudios.

## Guerra de independencia
A pesar de dedicar su tiempo a cuidar de su hacienda, así como de sus labores de botánica y mineralogía, Cabal pronto se enredó en la inestable situación política que se estaba desarrollando en la Nueva Granada. A principios de 1810, las autoridades españolas habían intentado nombrarlo alcalde de la ciudad de Buga, un cargo que se negó a aceptar. Ese mismo año, ocurrieron varias revueltas en muchas ciudades en la Nueva Granada, depusieron a las autoridades españolas a cargo de ellas y las reemplazaron por juntas de gobierno, que al comienzo querían más autonomía dentro del Imperio Español. En la capital, Santa Fe, el 20 de julio de 1810, una revuelta popular terminó deponiendo al virrey Antonio Amar y Borbón y reemplazándolo por una junta de gobierno, comenzando el proceso para la independencia de Colombia. En la ciudad de Cali también se estableció una junta provisional que estaba destinada a representar a todas las ciudades dentro de la provincia de Popayán, varios delegados fueron enviados a Cali para representar a sus respectivas ciudades, Cabal fue elegido como diputado representando a la ciudad de Caloto, donde su familia poseía una gran cantidad de tierras. Esta junta provisional finalmente formaría las Ciudades Confederadas del Valle del Cauca, Cabal junto con otros delegados firmarían el acta de su creación en 1811.
La confederación también intentó que Popayán se uniera, sin embargo, el gobernador español, Miguel Tacón y Rosique, consideró que esta junta como ilegal y desplegó tropas para derrocar a la junta. Esta acción llevó a la confederación a pedir auxilio militar a la Junta Suprema Santa Fe, quienes desplegaron 150 soldados bajo el mando del coronel Antonio Baraya. Estas tropas se unieron a las fuerzas vallunas y derrotaron a las tropas realistas en la Batalla del Bajo Palacé el 28 de marzo de 1811, en aquella batalla murió su primo Miguel Cabal quien lideraba la caballería patriota.
Esta victoria obligó a Tacón y a los realistas a retirarse al sur y abandonar Popayán a las fuerzas patriotas victoriosas quienes entraron en la ciudad el 1 de abril. Luego, la junta se trasladó de Cali a Popayán, donde delegó la elección del presidente y vicepresidente de la junta. El 26 de junio de 1811, Joaquín Caycedo y Cuero fue elegido presidente y José María Cabal como vicepresidente.

### Carrera militar
En 1812 el presidente del estado, Joaquín Caycedo y Cuero se trasladó a Pasto con el coronel Antonio Baraya, quedando Cabal como jefe en Popayán. Mientras Caycedo seguía con su campaña del sur, varias guerrillas realistas se habían levantado en respuesta de las ofensivas patriotas, increpado en la zona entre Popayán y Pasto. La situación militar en Popayán era débil, ya que Baraya tuvo que devolverse a Santa Fe con las tropas procedentes de allí. Cabal como comandante militar de la ciudad asumió el rango de coronel  Tenía a su disposición 300 tropas entre regulares, milicias, y estudiantes para la defensa de la ciudad. 
Los realistas liderados por Antonio Tenorio, y José Joaquín Paz contaban con alrededor de 1.500 tropas. Estas fuerzas se presentaron en las colinas del occidente de la ciudad el 25 de abril de 1812, procedentes de El Tambo. Los realistas atacaron a la ciudad el día siguiente 26 de abril en lo que sería conocido como la Batalla de La Ladera, el enfrentamiento sería el bautismo de fuego para Cabal quien según el historiador Tulio Enrique Tascón
“al día siguiente (del ataque inicial) Cabal mismo, con un cañón despejó de enemigos toda la calle de Santo Domingo… Cabal convino en obrar de acuerdo con Macaulay y dispusieron un ataque tan bien combinado que el enemigo totalmente deshecho huyo hacia el Tambo, en donde Juan José Caicedo y Joaquín de Paz reunieron los dispersos y marcharon sobre Pasto a sorprender a Caycedo”.
Durante el combate, un norteamericano, Alejandro Macaulay, que se encontraba de paso por la ciudad en su viaje de Santafé a Quito, ofreció sus servicios a la junta, los cuales fueron aceptados dada su experiencia como antiguo oficial del ejército estadounidense. Macaulay colaboró estrechamente con Cabal y, juntos, lograron rechazar el asalto. En el enfrentamiento, los realistas sufrieron 34 bajas mortales, entre ellas el oficial Serralde, además de 26 heridos y 80 prisioneros.Sin embargo, a pesar de esta derrota, los realistas se retiraron a ocupar los puntos estratégicos de Chune y el puente del Cauca, demostrando su determinación de continuar la lucha. El 27 de abril, Cabal y Macaulay lanzaron un nuevo ataque coordinado, logrando expulsar a los realistas del puente del Cauca y Chunes, lo que los obligó a replegarse hacia Pasto tras sufrir 30 bajas mortales y 96 prisioneros. 
El 29 de abril, Cabal y Macaulay partieron en persecución de los realistas con 600 tropas, saliendo desde la población de El Tambo. Durante esta operación, las fuerzas de Cabal capturaron al cura de Mercaderes, José María Morcillo, un conocido partidario realista.
A pesar de que la Junta de Gobierno aseguraba tener pruebas suficientes para fusilar al clérigo, Cabal se mostró reticente a ejecutar la sentencia. Comunicándose con el secretario de la Junta, Francisco Antonio Ulloa, solicitó la suspensión de la ejecución. Sin embargo, Ulloa respondió que la Junta veía con desagrado la desobediencia de Cabal y le recordaba que el deber de un oficial era obedecer órdenes. Ante esta respuesta,Cabal se vio obligado a cumplir la sentencia y Morcillo fue ejecutado al día siguiente.
Mientras Popayán fue defendida exitosamente, en el sur el presidente Caycedo regresaba a Pasto tras el fracaso de llegar a ayudar a los patriotas de Quito, sin haber sido notificado de los hechos ocurridos en Popayán. Fue atacado el 20 de mayo por los realistas pastusos y patianos. Caycedo junto con sus 436 tropas y 6 cañones tuvieron que rendirse ante los realistas, quedando la ciudad de Pasto en manos del comandante realista José Joaquín Paz. 
Mientras Caycedo se rendía, Cabal y las tropas patriotas, quienes habían perdido diez días debido a la situación con el clérigo Morcillo, llegaron al sitio de Meneses el 26 de mayo. Allí se enteraron de la captura y rendición del presidente Caycedo. Ante esta noticia, Cabal, Macaulay y los demás oficiales evaluaron la situación y decidieron regresar a Popayán. El repliegue a Popayán no fue sencillo, ya que el ejército fue hostigado por las guerrillas realistas en Juanambú y Patía. 

### Presidente de la Junta
El ejército patriota logró regresar a Popayán en 10 de junio de 1812 en un estado precario, pero para su fortuna llegó refuerzos de Santafé al mando del Coronel Antonio Villavicencio con 200 tropas y 100 fusiles y pertrechos. Con la captura del presidente Caycedo, Cabal fue nombrado presidente por parte de la junta. Rápidamente se decidió formar una nueva expedición al sur suficientemente fuerte para tomar a Pasto y rescatar a los prisioneros y también continuar a Quito para ayudar a los patriotas allí quienes eran amenazados por las fuerzas españolas al mando de los Coroneles Toribio Montes, Melchor Aymerich y Juan de Sámano. Esta nueva expedición fue comandada por Macaulay y Cabal (quien actuaba como su segundo)
La expedición tuvo que treparse otra vez con la defensa del río Juanambú, que les costó 3 días y una noche para vencerlo. Finalmente llegaron al norte de Pasto; esta ofensiva también fue ayudada por el patriota quiteño Joaquín Sánchez, quien puso sus fuerzas al sur de la ciudad. Viendo esta situación, las autoridades realistas de Pasto negociaron una capitulación el 26 de julio con la intervención del preso Caycedo. La capitulación contenía varios puntos, como la entrega de los prisioneros patriotas y el presidente Caycedo a los patriotas y también la entrega de los prisioneros realistas en Popayán, la no exigencia de entrega de armas de la ciudad a los patriotas, la reanudación del comercio entre Popayán y Pasto, y ya que con la entrega de los prisioneros finalizada, los patriotas regresarían a Popayán. Los realistas cumplieron con lo pactado, pero los patriotas cometerían un grave error, ya que Macaulay no solo no abandonó la ciudad sino hizo nuevas exigencias, esta vez más duras, enviando un ultimátum el 11 de agosto, la cual fue rechazada vehemente por el Cabildo realista de Pasto. 

#### Batalla de Catambuco
En la mañana del 13 de agosto Macaulay intentó mover sus tropas, pero fue atacado por los realistas pastsusos en el sitio de Catambuco, en donde los realistas infligieron una completa derrota a los patriotas, con la pérdida de entre 200 tropas patriotas muertas y heridas y la captura de 400 prisioneros, entre cuales se capturó toda la oficialidad, incluso Macaulay y Caycedo. Fue un desastre completo para los patriotas. Los únicos que lograron escaparse del desastre fueron el coronel Cabal y una columna de 117 soldados al mando del capitán Pedro Murgueitio y algunos oficiales más.
Los prisioneros fueron llevados a Pasto, donde fueron torturados, cinco meses después el 26 de enero de 1813, fueron ejecutados Joaquín Caycedo y Cuero, Alejandro Macaulay y algunos otros oficiales y soldados por orden del nuevo gobernador de Quito el Coronel Toribio Montes.
Cabal logró replegarse con lo que quedaba de la tropa a Popayán donde la noticia del desastre militar y fue recibido con confusión y alarma. La Junta de Gobierno decidió abandonar la ciudad presintiendo el peligro que se avecinaba y se trasladó a Quilichao. Cabal quedó como comandante en jefe de las fuerzas de la provincia y logró junto con las ayuda de Ignacio Rodríguez unir unas 300 tropas y las situó en el Alto de Ovejas al norte de Popayán para defender a Qulichao y a la misma vez amenizar a Popayán, que fue capturada por los realistas una vez más.
Los patriotas, al mando de Cabal y con el apoyo de las ciudades del valle, lograron retomar Popayán el 9 de octubre de 1812, tras un sangriento combate que les costó muchas vidas. Sin embargo, esta victoria permitió el rescate de 115 patriotas que habían sido capturados y se encontraban presos en la ciudad. La ciudad permaneció bajo el control de los patriotas hasta mediados de 1813.
Pero crecía la amenaza de que Popayán fuera capturada otra vez más por los realistas; a comienzos de 1813 llegaron las noticias de la derrota de los patriotas quiteños tras la batalla de Ibarra librada en diciembre de 1812. El coronel Juan de Samano, quien había liderado las fuerzas realistas en aquella batalla, entró después a la ciudad de Pasto; desde ahí recibió instrucciones del gobernador Toribio Montes para hacer las preparaciones para una ofensiva sobre la Nueva Granada, ya que la provincia de Quito había sido recuperada totalmente. Con las pocas fuerzas que le quedaban a los patriotas en el sur, fue necesario pedir otra vez la ayuda de Santa Fe (ya el Estado de Cundinamarca) y las Provincias Unidas de la Nueva Granada en Tunja. En marzo de 1813 Cabal viajó a Santafé a pedir auxilios a sus compatriotas. Durante todo ese tiempo que los patriotas en Popayan habían estado luchando contra los realistas, la situación en el centro de la Nueva Granada había sido distinta. Desde finales de 1812 había estallido una guerra civil entre los patriotas sobre la forma de gobierno que debía tomar la república. Los centralistas estaban liderados por Antonio Nariño en Santafé, quienes habían creado el Estado Libre e Independiente de Cundinamarca, mientras que los federalistas liderados por Camilo Torres en Tunja habían establecido un congreso federal donde los delegados de 5 provincias se firmaron el acta de federación que dio luz a las Provincias Unidas de Nueva Granada. Los dos libraron una breve guerra civil que había ido a favor de los federalistas. Sin embargo, fueron derrotados cuando intentaron capturar Santafé en la Batalla de San Victorino el 9 de enero de 1813. Luego, los dos bandos firmaron un armisticio y acordaron unir fuerzas, ya que Cabal les había informado de la grave amenaza realista en el sur, así como la otra amenaza de una invasión realista en el norte del país desde Venezuela.

### La Campaña de Nariño en el sur
Nariño, en vista de la preocupante situación que afrentaba la nación, se ofreció a comandar las fuerzas que irían al sur. Esta oferta fue aceptada por el Colegio Electoral de Cundinamarca y el Congreso de las Provincias Unidas. El 28 de junio de 1813 Nariño fue ascendido a teniente general y nombrado comandante en jefe del ejército patriota. Tras ser nombrado comandante del ejército, Nariño empezó a organizar su fuerza: nombró al militar español el brigadier José de Leyva como jefe de Estado Mayor, a su hijo el teniente coronel Antonio Nariño Ortega como comandante de caballería, y al coronel José María Cabal como comandante de la vanguardia del ejército. Cabal fue uno de los primeros oficiales que salieron de Santafé, saliendo el 22 de julio con 200 hombres en dirección a Ibagué, ciudad donde Nariño le había encomendado la tarea de asegurar el Camino de Quindío, el camino principal que conducía al centro del país desde el Valle del Cauca.
Mientras esto sucedía, en junio, el coronel Sámano a la cabeza de una fuerza de 2000 hombres, había lanzado su ofensiva sobre sur de Nueva Granada. Logró capturar a Popayán el 1 de julio ya que la pequeña guarnición de la ciudad al mando del coronel Rodríguez se había retirado al valle del Cauca. Sámano continuó su ofensiva hacia el valle en busca de las fuerzas de Rodríguez. El 18 de julio capturó Cali y se dirigió hasta el pueblo de Cartago, donde una pequeña fuerza de 150 tropas patriotas bajo el mando del oficial de caballería francés, el teniente coronel Manuel de Serviez, intentó detenerlo. El 5 de agosto, las fuerzas de Sámano derrotaron a Serviez en la Acción de Las Cañas, lo que obligó a los patriotas a retirarse a Ibagué por el Camino al Quindío, mientras tanto Sámano detuvo su ofensiva y se retiró a Popayán.
Cuando Cabal llegó a Ibagué, recibió a las tropas que habían estado bajo el mando de Serviez y las incorporó a la vanguardia del ejército. Mientras estuvo allí, reclutó tropas, desplegó espías en la cordillera para informar al ejército sobre los movimientos de Samano, y también ordenó a Serviez que creara una nueva unidad de caballería que se integraría al ejército.
El general Nariño partió de la capital el 23 de septiembre, y él y el grueso del ejército marcharían hacia el pueblo de La Plata, llegando allí el 25 de octubre. Este pueblo fue seleccionado como zona de concentración del ejército antes del inicio de la ofensiva sobre Popayán.
Luego de cumplir sus órdenes en Ibagué, Cabal marchó hacia La Plata junto con su vanguardia y se unió a las fuerzas de Nariño. El ejército permaneció en la ciudad durante los siguientes dos meses, mientras se entrenaba y preparaba para el difícil cruce de los Andes por el camino de Guanacas, que les permitiría acercarse a Popayán desde el este.
Durante ese tiempo, un grupo de oficiales extranjeros —Campomanes, Serviez y Shambourg— que habían estado implementando y enseñando el manual de armas francés al ejército patriota, fue acusado de conspirar contra Nariño. Cabal intercedió en su favor y recomendó a Nariño que los enviara de regreso a Santafé para enfrentarse a un tribunal militar allí, donde era más probable que recibieran un juicio justo.

#### Batalla de Alto Palacé
Poco después del incidente, el ejército se encontraba listo para partir. El plan de Nariño consistía en cruzar los Andes por el paso de Guanacas y acercarse a Popayán por el este, mientras que, al mismo tiempo, el coronel Rodríguez marcharía desde Ibagué junto con las tropas del coronel Gutiérrez, que avanzaban hacia el sur desde Antioquia, para invadir el Valle del Cauca y acercarse a Popayán por el norte. El 20 de diciembre de 1813, Nariño, al frente de su ejército de 2000 efectivos, inició su cruce de los Andes, y Rodríguez y Gutiérrez también comenzaron su marcha. Sámano pronto recibió información sobre los movimientos de su enemigo y decidió dividir su ejército en dos, enviando 1000 hombres al norte, al pueblo de Quilichao, bajo el mando del teniente coronel Ignacio Asín, para defender a la ciudad desde el norte, mientras él bloquearía a Nariño desde el este en el puente sobre el río Palacé con 600 efectivos. Allí, Sámano colocó sus tropas en tres zonas: una en las alturas, observando el puente en formación de batalla con infantería y caballería, junto con dos piezas de artillería; otra en el propio puente; y un tercer grupo en el bosque alrededor de la carretera principal.
El 30 de diciembre, Nariño avistó a los realistas en las alturas sobre el puente y ordenó a Cabal que tomara la vanguardia del ejército (unos 300 soldados) y forzara el paso a través del puente. Esto marcaría el inicio de la Batalla de Alto Palacé. Cabal y sus tropas descendieron de la montaña hacia el puente, donde fueron atacados por los realistas. A pesar del intenso fuego de las unidades realistas ocultas, Cabal persistió y continuó con el ataque, logrando que sus tropas cruzaran el puente sobre el río Palacé. Las tropas patriotas también pudieron evitar que los realistas volaran el puente después de haberlo despejado de tropas enemigas, sufriendo pocas bajas en el proceso. La derrota en Alto Palacé obligó a Sámano a retirarse hacia el pueblo de El Tambo, justo al oeste de Popayán. La victoria permitió a los patriotas capturar la ciudad; sin embargo, Nariño estaba preocupado por la posibilidad de que las fuerzas de Asín se unieran a las de Samano para llevar a cabo un contraataque.
Después de entrar en la ciudad y encontrarla despejada de tropas, Nariño salió de la ciudad y estableció su campamento cerca del campo de Bajo Palacé, que se encontraba al norte de la ciudad a lo largo de la carretera principal que conducía del Valle del Cauca a la ciudad. Allí permaneció durante los siguientes días mientras intentaba bloquear a Asín, quien marchaba hacia el sur desde Quilichiao, siendo perseguido por las tropas de Rodríguez. Luego, Nariño ordenó a Cabal que realizara reconocimientos sobre las fuerzas de Samano, que habían marchado desde El Tambo y acampado en la Hacienda Calibio. A pesar de los esfuerzos patriotas, la noche del 8 de enero de 1814, Asín logró llegar a la Hacienda Calibio utilizando una serie de caminos alternativos para evitar a los patriotas. Cabal, que se encontraba cerca de la zona realizando reconocimientos sobre su enemigo, informó a Nariño de esto y solicitó permiso para atacar, confiado en su éxito. Esta solicitud fue denegada y Nariño ordenó a Cabal que se retirara al campamento patriota principal, ya que deseaba presentar batalla a Samano con toda su fuerza, dado que las tropas del coronel Rodríguez, que marchaban hacia el sur, aún no habían llegado.

#### Batalla de Calibio
El 13 de enero, Rodríguez y sus tropas finalmente llegaron. Nariño estaba ahora listo para enfrentar a Sámano en la Hacienda Calibio, que se encontraba a unos 8 km de su campamento en Bajo Palacé. El ejército patriota disponía de aproximadamente 2000 soldados con abundante artillería, mientras que el ejército realista contaba con un número similar de tropas y también tenía artillería suficiente. A las 6 de la mañana del 15 de enero, Nariño dio la orden de marchar hacia la hacienda, y la marcha tardó unas 4 horas en completarse.
Cabal tuvo una destacada participación en la Batalla de Calibío el 15 de enero de 1814, librada en la llanura de la Hacienda de Calibío, cerca a Popayán. En aquella batalla el ejército patriota se formó en 3 columnas; la izquierda con el batallón Socorro al mando del sargento mayor Pedro Monsalve y las tropas del coronel Rodríguez; en el centro donde se encontraba el grueso del ejército con la artillería al mando de Nariño y el brigadier Leyva. Cabal mandaba la columna de la derecha, la cual se encontraba en una pequeña hondura en donde no pudo ser vista por el enemigo, permaneció allí oculta mientras llegaba el tiempo oportuno para lanzarse al ataque.

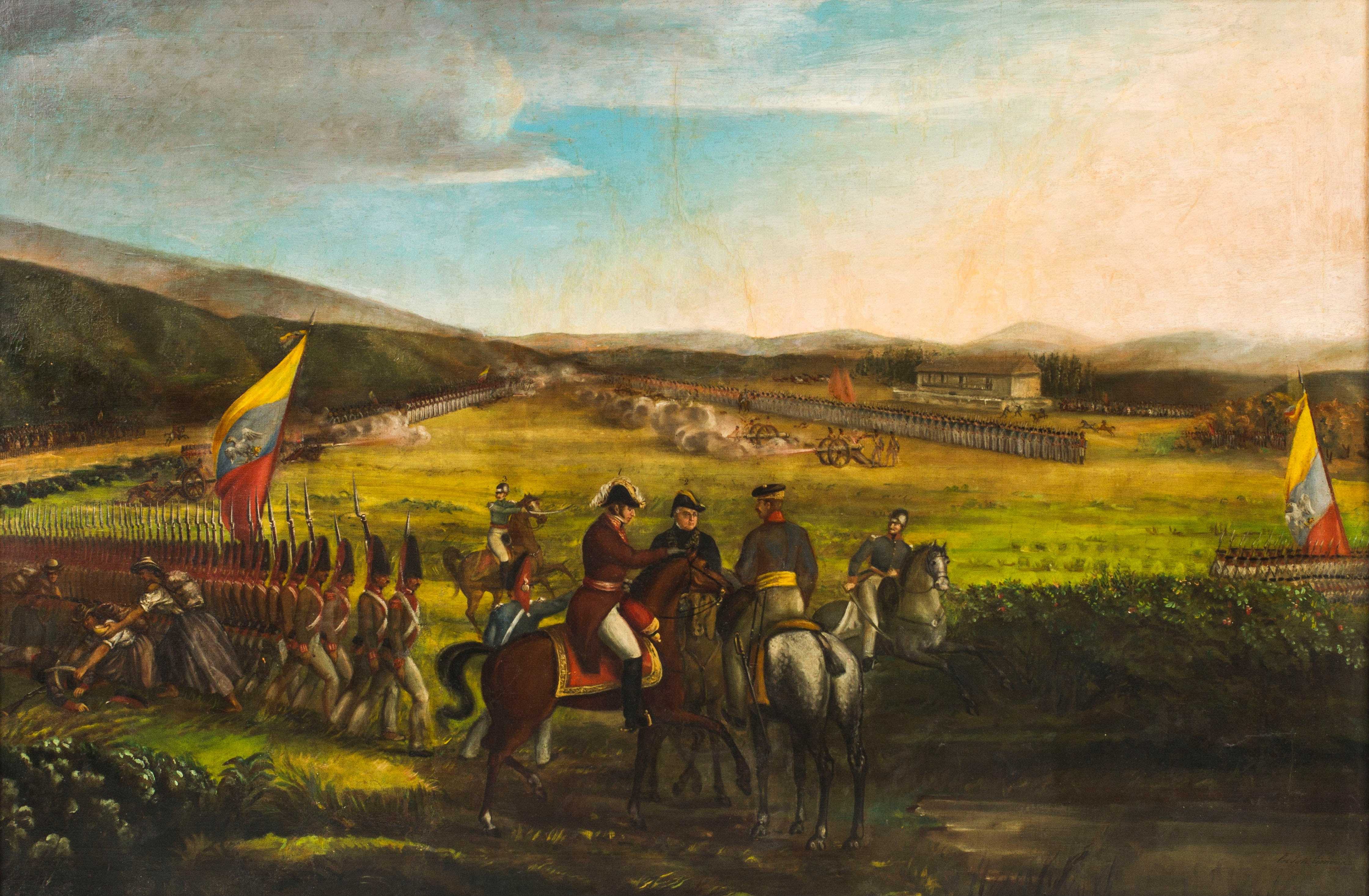
La Batalla de Calibío pintado por José María Espinosa. Cabal se encuentra sobre su caballo en el centro a la derecha del brigadier José de Leyva.

A media hora de haberse iniciado el combate, Cabal recibió la orden de Nariño de avanzar sobre la izquierda enemiga. La columna de Cabal avanzó y se encontró a menos de tiro de fusil de la izquierda realista; en ese instante Cabal ordenó a su columna cargar a la bayoneta. El ataque de Cabal sorprendió a Sámano, quien no esperaba ser atacado en ese punto. Desplegó una partida de 50 tropas y una pieza de artillería para detener el ataque. Este ataque combinado con el ataque por parte del batallón Granaderos de Cundinamarca logró desbaratar las líneas realistas y capturar la artillería realista, abriendo una brecha, la cual aprovechó la caballería patriota que atacó el centro realista envolviéndolo. La batalla terminó en una completa derrota para los realistas, quienes perdieron 400 entre heridos y muertos, así como la pérdida de casi todo su armamento y la captura de 300 hombres. Luego emprendieron una desastrosa retirada a Pasto. La batalla de Calibío fue la más importante de todas que se libraron en la Campaña del Sur; a su éxito definitivo contribuyó notablemente Cabal, ya que su ataque causó tanta sorpresa que produjo un desequilibro definitivo en su ala izquierda, que no pudo reponerse.
Tras la victoria Nariño nombró a Cabal como jefe de Estado mayor del ejército, con el brigadier Leyva encargado de gobernar a Popayán.
Cabal luego asumaria el mando del ejército tras el desastre de la Batalla de los ejidos de Pasto en donde Nariño terminó capturado y la campaña terminó en derrota. Cabal logró hábilmente replegar lo que quedaba del ejército a Popayan, y poco después al Valle del Cauca.

### Defensa del Valle del Cauca
Tras el repliegue del Ejército del Sur al Valle del Cauca, Cabal decidió acantonar a sus tropas en la población de Palmira donde empezó su plan de reorganizar y reformar al ejército. El entrenamiento de las tropas consistía en la preparación física, todo los día las tropas se ven obligados a marchar desde las cinco de la mañana por dos horas a paso redoblado. Además Cabal le pidió a la Secretaría de Guerra la autorización para adoptar el reglamento francés sobre estados de mayor algo que fue autorizado por el gobierno. Estos esfuerzos por parte de Cabal fueron vistos con buenos ojos por parte del gobierno de las provincias unidas quien decidió ascenderlo al rango de brigadier general del ejército de la unión. Tras muchos meses de preparaciónes y dificultades, Cabal logra reorganizar el ejército del sur contando con 1.200 hombres repartidos en cinco batallones siendo estos los batallones Cundinamarca, Socorro, Antioquía, Popayán y Cauca. Además de estos batallones de infantería Cabal también contaba con unos 150 jinetes de caballería ligera divididos en dos escuadrones junto con un componente de artillería. El gobierno de la unión también despachó al ejército del sur algunos oficiales para ayudar a Cabal en sus labores como el coronel quiteño Carlos de Montúfar y los oficiales franceses el Coronel Manuel Roergas de Serviez y el capitán de caballería Honorato Dufour. Cabal incorpora a estos oficiales en su estado mayor nombrando a Montúfar como cuartel maestre y Serviez como jefe de Estado mayor. Éstos esfuerzos serían necesarios para defender al Valle del Cauca de la contraofensiva realista ordenado por el gobernador de Quito Toribio Montes y liderado por el Coronel Aparicio Vidauzárraga.
Vidauzárraga quien había tomado control de Popayán tras el repliegue de los patriotas empezó su contraofensiva para invadir al Valle a finales de junio de 1815 con alrededor de 2000 tropas. Cabal en anticipación a esto, ordenó su vanguardia a mantener una posición avanzada sobre el Río ovejas compuesto de elementos de los batallones Socorro y Antioquia las cuales eran alrededor de 300 tropas. Este no sería el único plan que Cabal tendría para defender el Valle. El Ejército del Sur tenía un plan para ser aplicado, en caso de que fuerzas superiores atacaran la posición de Ovejas e intentaran conducir su ofensiva en el Valle del Cauca. Consistía éste en efectuar una defensa dilatoria por medio de líneas de resistencia sucesivas, localizadas en la loma de El Pital, en el Alto de Mondomo y en las alturas de Tembladera y Cascabel, con el objeto de atraer al enemigo, haciéndole todo el daño posible, hasta el campo fortificado de El Palo. Cabal había ordenado la fortificación del campo del Palo hacia finales de mayo, este campo se situaba en la orilla norte del río Palo al norte de la población de Caloto.
En efecto la vanguardia patriota hizo contacto con la vanguardia realista a finales de junio donde sostuvieron combate con el enemigo por dos horas hasta que el comandante de batallón Socorro, el teniente coronel Pedro Monsalve ordenó a sus fuerzas replegarse hacia Quilichao. Al medio día del 4 de julio de 1815 llegaron las fuerzas Vidauzárraga al lado opuesto del Río Palo. Aunque algunos de sus comandantes querían atacar a los patriotas inmediatamente, el comandante español decidió tomar su tiempo para buscar alguna manera de cruzar y atacar el río sin tener que lidiar con las fortificaciones patriotas. Al mismo tiempo esa noche del 4 de julio, Cabal convocó una reunión con todo sus oficiales para definir los últimos detalles previo al comienzo del enfrentamiento.
A las 5 de la mañana el 5 de julio de 1815, comenzó la Batalla del río Palo cuando una columna de tropas realistas cruzaron el río por un vado abajo del “paso real” para evitar la defensas patriotas y atacar su flanco derecho. Las dos unidades que se encontraban en posiciones avanzadas: los batallones Popayán y Cauca detectaron este movimiento y alertaron al resto de la tropa. El resto de las tropas patriotas acudieron al sitio y se formaron en buen orden para la batalla. Mientras los puestos avanzados cedían su posiciones organizadamente, Cabal tomó el mando del batallón Cundinamarca a la izquierda, y ordenó a Montúfar en el centro con el batallón Socorro y los tres piezas de artillería los acompañada en el centro también, a la derecha se encontraba Serviez con el batallón Antioquía.

Batalla del río Palo pintada por José María Espinosa

Con los realistas ya cruzados, la caballería realista atacó el flanco izquierdo de los patriotas. Al ver esto Cabal ordenó que la caballería patriota atacara por la derecha la cual logró contener el asalto de los realistas y causó pánico entre las tropas del rey. La batalla se definió poco después con una carga simultánea por parte de los tres batallones Cundinamarca, Socorro y Antioquia la cual arrojó el enemigo al río y puso los realistas en retirada.

A las 8:30 de la mañana el ejército español se encontraba en derrota y perseguido por las tropas patriotas. Desde del alto del cascabel Cabal dirigió una carta al gobernador de la provincia y su primo Francisco Cabal anunciando la victoria diciendo que: 
"Las armas de la patria han triunfado. Hoy a las cinco de la mañana el enemigo nos presentó acción con mucha intrepidez, habiendo pasado el río por los pasos de abajo. Nuestros oficiales y soldados se han portado como republicanos”
Luego de la victoria las tropas republicanas recuperaron a Popayán que había sido tomada por los españoles.
La gran victoria le dio un respiro para la república en el sur, aseguró por al menos un año el control sobre este territorio.

## Muerte
Para 1816 la situación de la República era precaria, el general Morillo tras un largo asedio había logrado tomar la ciudad de Cartagena en diciembre del año anterior. Tras la victoria desplegó varias columnas para tomar las diferentes provincias del interior de la Nueva Granada el coronel Bayer fue delegado a tomar la provincia del Chocó y el coronel Warleta a tomar la provincia de Antioquía. En octubre de 1815 otra fuerza realista mandada por el Coronel Sebastián de la Calzada penetró desde los llanos orientalesa la Nueva Granada, marchó hacia el norte para tomar los valles de Cúcuta. El gobierno de la unión tuvo que trasladar muchas unidades y material de guerra del ejército del sur para cubrir los huecos en la defensa en el norte de país.
Con esto Cabal vio a su ejército reducido notablemente. Las malas noticias no pararían, en febrero Calzada vence al ejército del norte en la Batalla de Cachirí, dejando el camino a la capital libre de resistencia. Los restos del ejército del norte inician una retirada a los llanos orientales en abril, en mayo Santafé es tomado por los españoles. Ese mismo mes, el coronel Julián Bayer logra tomar la provincia del Chocó y el coronel Francisco Warleta vence a las tropas de la unión en Antioquía, logrando tomar la provincia. Esas dos fuerzas ahora se dirigían hacia al sur junto con el coronel Carlos Tolrá, que sale de Santafe. Al sur de Popayán en Quito, el presidente Montes ordena al brigadier Sámano con 2000 tropas lanzar una ofensiva sobre Popayán, la cual sale de Pasto a fines de mayo. A comienzos de junio, logra establecer a sus tropas en posición fortificada sobre la Cuchilla del Tambo a unas 6 leguas de Popayán.
Para Cabal la situación era alarmante, no tiene la cantidad de tropas necesarias ni las municiones para salir al encuentro y buscar una confrontación con Sámano. Sugiere a su oficiales que la única manera de resistir al cerco español sería que la tropa se repartiera en guerrillas y retirarse hacia el valle del Cauca.
Los oficiales y soldados del ejército sur se mostraron descontentos con la manera en que estaba liderando Cabal el ejército. Cabal no logra convencer a sus oficiales, y ya cansado y agobiado por tantos años de guerra, decide renunciar su mando. El teniente coronel Andrés Rosas decide convocar un junta de oficiales para estudiar la decisión del general Cabal, la junta lo releva y nombra al teniente coronel Liborio Mejía como su reemplazo.
Poco después el ejército del sur sería derrotado totalmente en la Batalla de la Cuchilla de El Tambo el 29 de junio de 1816. Los pocos que pudieron escapar de la desdicha se reunieron con otra fuerza patriota en La Plata, pero fueron derrotadas en la Batalla de La Plata el 10 de julio de 1816.
Luego del episodio penoso de su renuncia al mando por el coronel Mejía, partió para su hacienda en el Valle y se ocultó. Tras la llegada del coronel Warleta y su columna desde Antioquia va en busca de Cabal, arresta las primas de Cabal en un intento de buscar su paradero. Luego sus tropas arrestan y torturan al mayordomo de su hacienda quien finalmente entregó a Cabal.
Capturado y llevado a Popayán, en donde lo juzgaron verbalmente, le confiscaron sus bienes. En la tarde del 19 de agosto de 1816, José María Cabal fue fusilado en plaza principal de Popayán por la espalda al mismo tiempo que los coroneles Mariano Matute y José María Quijano. Tras el fusilamiento su cuerpo fue suspendido en las horcas del patíbulo para que el público lo observara por unas horas.
Su cadáver fue sepultado en la Iglesia de San Francisco de la ciudad de Popayán. Sus restos permanecieron allí hasta 1892 cuando fueron trasladados a su natal Buga.

## Vida privada

### Templanza y Aspecto
Según el historiador Julio Enriquece Tascón, Cabal fue  muy afamado por su gallardía: era alto, macizo; tenía la frente magnífica, ojos grandes, bien formada nariz, bigote poblado y pulcro, la cabeza hermosa, donairoso y distinguido. 

### Familia
José María Cabal tuvo cinco hermanos Pedro, José Antonio, Juan, Margarita y María Ignacia, de los cuales los tres últimos dejaron descendencia. Muchos familiares de Cabal pelearon en la guerra de independencia a favor de la causa republicana. Su primo Miguel Cabal fue el primer oficial patriota muerto en batalla de la guerra, al perder su vida al mando de una unidad de caballería en la Batalla del Bajo Palacé el 28 de marzo de 1811. Su otro primo, Francisco Cabal, fue gobernador de las zonas de la provincia de Popayán que estaban bajo el control de los republicanos. Francisco fue capturado por las fuerzas españolas durante la reconquista en 1816 y transportado a Santafé de Bogotá donde fue ejecutado por orden del general Pablo Morillo. 
Cómo se había dicho anteriormente José María Cabal contrajo matrimonio civil con la francesa Sofía Leclair en París, este matrimonio produjo un hijo: Augusto María, quien llegó a ser coronel de ingenieros, grado que recibió en París en el Colegio de Nobles. Viajó a la tierra natal de su padre y ofreció sus servicios al gobierno de la Nueva Granada quienes lo hicieron capitán de la goleta Tequendama del gobierno. El general y presidente Tomás Cipriano de Mosquera lo nombró como director de la Escuela Militar que había fundado su gobierno. Pero no llegaría a ocupar el cargo ya que murió en 1848 en la casa del entonces embajador de Francia ante la Nueva Granada. 

## Legado y homenaje

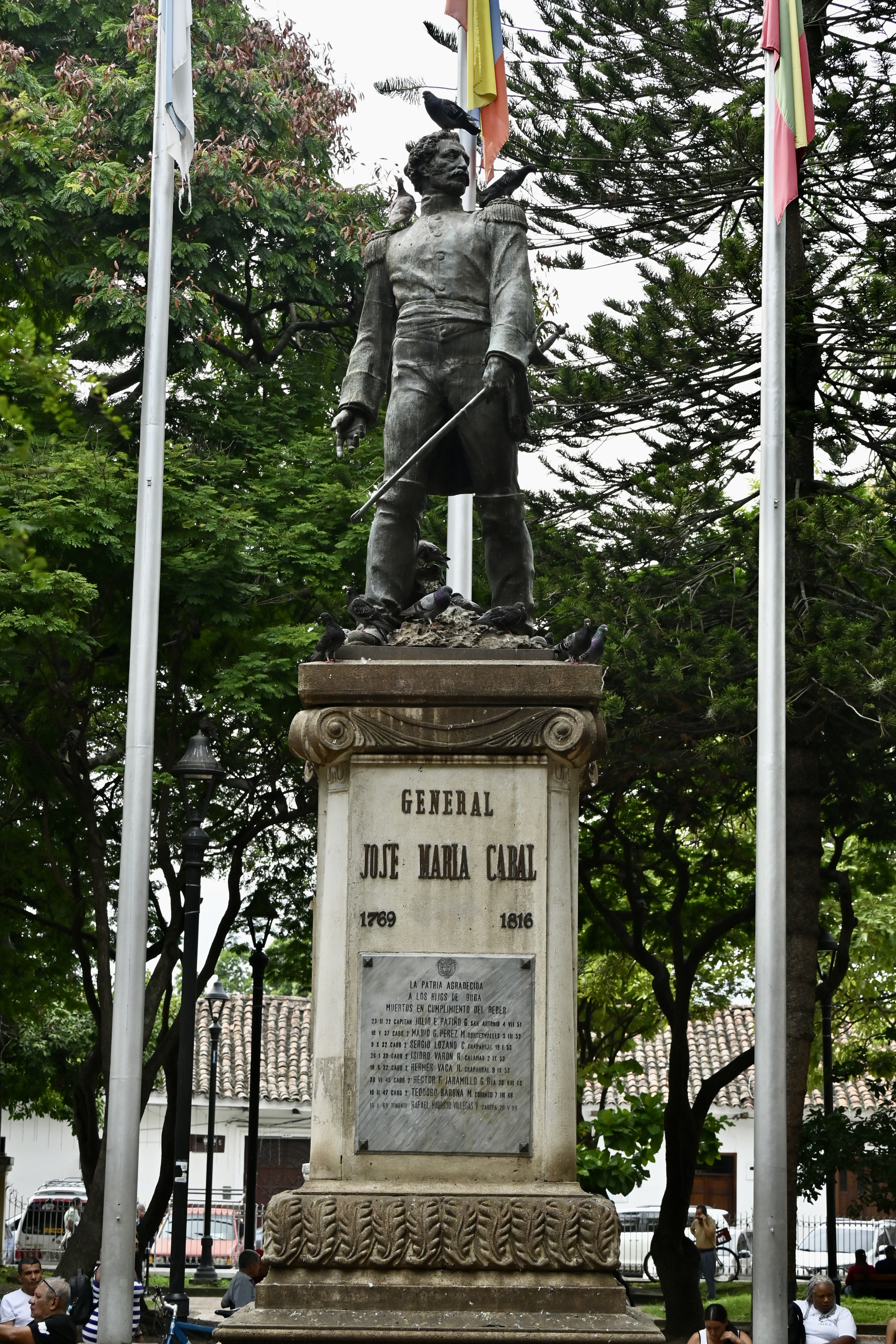
Estatua de bronce del general José María Cabal ubicada en el parque que también comparte su nombre en la ciudad de Buga, Valle del Cauca, Colombia.

José María Cabal es considerado uno de los próceres de la independencia de Colombia. Durante su vida, fue reconocido por sus contemporáneos como un hombre valiente y brillante. Antonio Nariño, en su defensa ante el Senado el 24 de mayo de 1824, dice que la memoria de Cabal "debe estar siempre grabada en los corazones de todos los amantes de la libertad, de todos los buenos ciudadanos de Colombia, y su nombre escrito entre los primeros héroes de nuestra transformación", y que "era uno de los oficiales más impávidos y valientes" que había en su compañía.

El humanista y político venezolano Andrés Bello menciona a Cabal en su poema Fragmentos de un poema titulado «América» 
Yace Cabal, de Popayán llorado, llorado de las ciencias;

### Homenaje
El Ejército Nacional de Colombia rinde homenaje a este prócer con el Grupo de Caballería Mecanizado N.° 3 "General José María Cabal". Esta unidad se encuentra en la ciudad fronteriza de Ipiales, en el límite con Ecuador.
En su ciudad natal, Buga, el parque principal lleva el nombre de Parque José María Cabal desde 1908 en su honor. Allí se encuentra una imponente estatua de bronce del general, obra del escultor italiano Fernando Rubinni, la cual fue instalada en 1926 gracias a donaciones. En la ciudad de Cali, un colegio público también lleva su nombre.